# Мухаммад Аль-Міншаві
Муха́ммад Сидді́к аль-Мінша́ві (араб. مُحَمَّد صِدِّيق الْمِنْشَاوِي; 20 січня 1920, Ель-Муншаа, Сохаг, Єгипетський Султанат — 20 червня 1969, там же) — єгипетський читець Корану, один з найвідоміших читців Корану сучасності. Відомий емоційною інтенсивністю свого стилю читання Корану та надзвичайним емоційним впливом свого читання на аудиторію.

## Біографія
Народився 1920 року в Ель-Манші в сім'ї з багатою коранічною традицією. Його батько та брати були професійними читцями. У віці 11 років Мухаммад вивчив Коран напам'ять. У дорослому віці допомагав дітям вивчати Коран. Аль-Міншаві був одним з шанованих читців Корану свого часу, поряд з іншими читцями, як: Абдуль-Басіт Абдус-Самад, Махмуд аль-Хусарі та Мустафа Ісмаїль. За його сумні інтонації його називали Саут аль-Бакі, тобто «плаче голос» (صوت الباكي).

## Особисте життя
Був одружений двічі. Мав 4 дітей від першої та 9 дітей від другої дружини. Його друга дружина померла під час паломництва до Мекки у 1968 році.
Мухаммад аль-Міншаві скінчався 20 червня 1969 року від важкого захворювання стравоходу, на який страждав довгий час.